# Distretto industriale
Un distretto industriale è un'agglomerazione di imprese, in generale di piccola e media dimensione, ubicate in un ambito territoriale circoscritto e storicamente determinato, specializzate in una o più fasi di un processo produttivo e integrate mediante una rete complessa di interrelazioni di carattere economico e sociale.

## Storia
Sebbene il modello di sviluppo industriale basato sui distretti non sia un'esclusiva italiana, esso ha trovato in Italia le condizioni ideali per la sua affermazione sin dagli anni settanta, contemporaneamente alle prime avvisaglie di crisi della grande impresa: essendo venute meno le condizioni di crescita espansiva della domanda di mercato, abbondanza di risorse e stabilità monetaria sulle quali si era basato lo sviluppo industriale degli anni sessanta, le grandi imprese riscontrarono notevoli difficoltà nel mantenere le proprie strategie di crescita espansiva. Molte di esse intrapresero una profonda riorganizzazione sia avviando azioni di decentramento produttivo sia sfruttando le potenzialità della specializzazione e della divisione del lavoro tra imprese di uno stesso settore. Contemporaneamente, si registrò un processo di crescita di un tessuto di piccole imprese di origine artigiana, fortemente radicate con la produzione tradizionale di aree geografiche ristrette, che raggiunse gradualmente rilevanti quote di mercato in produzioni di nicchia.
La legislazione italiana riconosce e tutela circa 200 distretti industriali, distribuiti a macchia di leopardo sull'intero territorio nazionale.

## Caratteristiche distintive
La formazione dei distretti industriali ha interessato prevalentemente settori industriali connotati da:
- processi produttivi ad alta intensità di lavoro umano e scarsa automazione;
- limitato fabbisogno di capitale fisso (investimenti e attrezzature);
- scarse economie di scala a livello di intero processo produttivo;
- innovazione legata a processi di learning by doing.

Tali caratteristiche sono riscontrabili nella produzione di beni di consumo durevoli per la casa (mobili, ceramiche) e la persona (occhiali, gioielli, abbigliamento) e dei macchinari impiegati per la loro produzione.

### Organizzazione del processo produttivo
L'organizzazione del processo produttivo all'interno dei distretti industriali registra un'elevata scomposizione tra imprese differenti, ciascuna delle quali può conseguire i vantaggi della specializzazione (efficienze ed economie di scala). Contestualmente, la fitta rete di relazioni interimpresa garantisce al processo l'adattabilità, in termini di volumi (elasticità) e di differenziazione di prodotto (flessibilità), necessaria per adeguare rapidamente l'offerta alle variazioni della domanda.

### Rapporti tra imprese
I rapporti tra imprese sono improntati alla cooperazione tra soggetti che operano a livelli differenti del sistema produttivo e alla concorrenza fra quelli che svolgono la medesima attività. Ciò da un lato favorisce il coordinamento, dall'altro conferisce al sistema un elevato dinamismo.

## Il ruolo nello sviluppo economico
Il successo del modello produttivo dei distretti industriali è concordemente ascritto a due principali fattori di sviluppo.
Anzitutto, il forte ancoraggio socio-culturale ad un territorio circoscritto favorisce una rapida circolazione delle idee e una facile interazione tra gli individui, che condividono una "cultura distrettuale". Questa non si basa solo sulla condivisione delle conoscenze tecnico-produttive, veicolate anche mediante specifici canali di formazione, ma include anche la cultura imprenditoriale e l'identificazione nei valori e negli interessi del distretto.
Un secondo fattore di sviluppo è l'esistenza di un approccio sistemico nelle relazioni interimpresa secondo la logica della specializzazione flessibile. La natura reticolare delle strutture organizzative distrettuali deriva spesso non da precisi schemi progettuali guidati da un'impresa leader, ma come risposta spontanea al contesto competitivo; è così assicurata la possibilità di sostituire un'impresa con altre che siano in grado di svolgere la medesima attività lungo il processo produttivo. Contestualmente, si registra una notevole stabilità dei rapporti, spesso basati su relazioni di mutua fiducia, in grado di favorire la ricerca di forme di coordinamento che possano accrescere l'efficienza complessiva del distretto.

## Elenco dei distretti italiani per Regione

### Abruzzo
- Distretto meccanico Val Tordino
- Distretto farmaceutico L'Aquila
- Distretto agroalimentare della Marsica
- Distretto della pasta di Casoli – Fara San Martino
- Distretto del vetro di Vasto – San Salvo
- Distretto industriale Val Sinello - Gissi
- Distretto metalmeccanico Val di Sangro - Atessa
- Distretto cave inerti Val Pescara
- Distretto del mobile d'Abruzzo Provincia di Teramo-Provincia di Pescara
- Distretto del tessile Val Vibrata
- Distretto agroalimentare Tordino-Vomano
- Distretto tessile della Maiella - Provincia di Chieti[2]

### Basilicata
- Distretto agroalimentare del Vulture
- Distretto della corsetteria di Lavello
- Distretto del mobile di Matera
- Distretto agroalimentare di qualità del Metapontino
- Distretto Rurale Pollino - Lagonegrese
- Distretto delle Colline e della Montagna Materane

### Calabria
- Distretto agroalimentare di Sibari
- Distretto agroalimentare di Bisignano
- Distretto agroalimentare di Maierato

### Campania
- Distretto orafo di Marcianise
- Distretto conciario di Solofra[2]
- Distretto tessile di Sant'Agata dei Goti – Casapulla[2]
- Distretto tessile di San Marco dei Cavoti
- Distretto tessile di San Giuseppe Vesuviano
- Distretto calzaturiero di Grumo Nevano – Aversa – Trentola Ducenta
- Distretto Agroalimentare di Nocera Inferiore – Gragnano[2]
- Distretto tessile di Calitri

### Emilia-Romagna
- Distretto agricolo-meccanico di Cento
- Distretto turistico di Rimini
- Distretto calzaturiero di San Mauro Pascoli
- Distretto della ceramica di Sassuolo[2]
- Distretto agroalimentare del Parmense
- Distretto della meccatronica di Piacenza
- Distretto della meccanica di Reggio Emilia e Guastalla
- Distretto piacentino della logistica
- Distretto del mobile imbottito di Forlì[2]
- Distretto calzaturiero di Fusignano e Bagnacavallo
- Distretto biomedicale di Mirandola
- Distretto tessile di Carpi
- Distretto motoristico di Bologna
- Distretto della ceramica di Faenza

### Friuli-Venezia Giulia
- Distretto Agroalimentare di San Daniele
- Distretto della sedia di Manzano[2]
- Distretto del coltello di Maniago
- Distretto della componentistica e termoelettromeccanica di Pordenone[2]
- Distretto delle Tecnologie Digitali – DITEDI
- Distretto del mobile Livenza
- Distretto del Caffè di Trieste

### Lazio
- Distretto dell'abbigliamento della valle del Liri
- Distretto industriale della ceramica di Civita Castellana[2][3]
- Distretto aeronautico, aerospaziale, aeroportuale
- Distretto della pietra dei monti Ausoni – Tiburtina
- Distretto chimico-farmaceutico di Anagni
- Biodistretto della Via Amerina e delle Forre (Civita Castellana, Calcata, Castel Sant'Elia, Corchiano, Fabrica di Roma, Gallese, Faleria, Nepi)
- Distretto automotive di Cassino

### Liguria
- Distretto del vetro e della ceramica di Savona
- Distretto dei mezzi di trasporto di Savona
- Distretto dell'elettronica di Genova
- Distretto della lavorazione della pietra di Tigullio
- Distretto agricolo florovivaistico del ponente
- Distretto agroalimentare di Imperia
- Distretto della cantieristica, nautica, meccanica di La Spezia

### Lombardia
- Distretto della forbice di Premana
- Distretto del bottone di Grumello del Monte
- Distretto metalmeccanico di Lecco[2]
- Distretto della gomma di Sebino
- Distretto   della meccanica della valle dell'Arno
- Distretto tessile della val Seriana
- Distretto tessile lecchese
- Distretto dell'elettronica dell'est milanese
- Distretto della calzetteria di Castel Goffredo
- Distretto del legno viadanese-casalasco
- Distretto serico comasco
- Metadistretto   del  design
- Metadistretto della moda
- Distretto meccano-calzaturiero di Vigevano
- Distretto dell'abbigliamento gallaratese
- Distretto del mobile della Brianza
- Distretto agricolo di Sermide
- Distretto del ferro delle valli Bresciane
- Distretto delle Armi leggere in Val Trompia
- Distretto del tessile intimo in Valle Camonica
- Distretto delle valvole a Lumezzane
- Distretto delle posate e delle pentole a Lumezzane
- Distretto della meccanica nel Bresciano
- Distretto dell'Automazione e delle Macchine Utensili nel Bresciano
- Distretto del giocattolo di Canneto sull'Oglio
- Distretto vivaistico cannetese
- Distretto metalmeccanico Basso mantovano
- Distretto metalmeccanico Val Brembana
- Distretto metalmeccanico Val Brembilla

### Marche
- Distretto del mobile di Pesaro
- Distretto degli strumenti musicali di Castelfidardo – Loreto – Recanati poi ribattezzato come Distretto industriale plurisettoriale di Recanati - Osimo - Castelfidardo[4]
- Distretto agroindustriale di San Benedetto del Tronto
- Distretto plurisettoriale di Civitanova Marche
- Distretto del cappello di Montappone
- Distretto calzaturiero di Fermo e di Macerata[2]
- Distretto degli elettrodomestici di Fabriano
- Distretto della carta di Fabriano a Fabriano

### Molise
- Distretto tessile di Trivento e Riccia
- Distretto meccanico Termoli
- Distretto turistico balneare di Campomarino e Termoli

### Piemonte
- Distretto agroalimentare di La Morra
- Distretto laniero di Biella
- Distretto alimentare e del vino di Canelli – Santo Stefano Belbo[2]
- Distretto della rubinetteria di Cusio – Valsesia
- Distretto del metallo di Pianezza – Pinerolo
- Distretto tessile di Chieri – Cocconato
- Distretto dei casalinghi del Verbano – Cusio – Ossola[2]
- Distretto tessile di Oleggio – Varallo Pombia
- Distretto dell'indotto della FIAT di Torino
- Distretto orafo di Valenza Po

### Puglia
- Distretto calzaturiero di Barletta
- Distretto calzaturiero di Casarano
- Distretto Produttivo della Meccanica Pugliese della Terra di Bari
- Distretto produttivo dell'Informatica Pugliese
- Distretto agroalimentare di Foggia
- Distretto aerospaziale Pugliese
- Distretto dell'abbigliamento salentino (Lecce)[2]
- Distretto dei Servizi amministrativi di Foggia

### Sardegna
- Distretto del formaggio pecorino Sardo
- Distretto del sughero di Calangianus – Tempio Pausania[2]
- Distretto del granito della Gallura
- Distretto del marmo di Orosei

### Sicilia
- Distretto tecnologico Etna Valley
- Distretto della ceramica di Santo Stefano di Camastra
- Distretto della ceramica di Caltagirone
- Distretto produttivo della pesca di Mazara del Vallo
- Distretto alimentare ortofrutticolo di Pachino
- Distretto tessile della Sicilia Orientale[5]
- Distretto della meccanica Sicilia Orientale[6]
- Distretto della meccatronica di Palermo[7]

### Toscana
- Distretto del mobile di Poggibonsi
- Distretto della pelle, cuoio e calzature di Castelfiorentino
- Distretto conciario e calzaturiero di Santa Croce sull'Arno[2]
- Distretto calzaturiero di Valdinievole
- Distretto tessile di Prato
- Distretto cartario di Lucca
- Distretto calzaturiero di Lucca
- Distretto orafo di Arezzo[2]
- Distretto del marmo di Carrara
- Distretto della pelle, cuoio e calzature di Valdarno superiore
- Distretto dell'abbigliamento di Empoli
- Distretto florovivaistico di Pistoia

### Trentino-Alto Adige
- Distretto del porfido della val di Cembra

### Umbria
- Distretto della ceramica di Deruta
- Distretto dell'abbigliamento in cashmere di Perugia[2]
- Distretto dell'arredamento e metalmeccanica di Marsciano
- Distretto del ricamo di Assisi
- Distretto della grafica-cartotecnica di Città di Castello – San Giustino
- Distretto siderurgico e chimico di Terni e Narni

### Veneto
- Distretto dell'occhiale di Belluno
- Distretto terme euganee
- Distretto argentiero
- Distretto del mobile classico della pianura veneta
- Distretto del marmo e delle pietre
- Distretto orafo vicentino
- Distretto sistema moda
- Distretto provinciale della cantieristica nautica veneziana
- Distretto del grafico-cartario veronese
- Distretto della meccanica e della subfornitura
- Distretto turistico delle Province di Venezia, Rovigo, Treviso e Vicenza
- Distretto dell'informatica e del tecnologico avanzato
- Distretto del mobile d'arte di Bassano
- Portualità, intermodalità e logistica nelle Province di Venezia e Treviso
- Distretto regionale della gomma e materie plastiche
- Distretto turistico del Garda
- Distretto del packaging
- Distretto dello Sportsystem di Montebelluna
- Distretto trevigiano della bioedilizia
- Distretto dell'abbigliamento
- Distretto padovano della logistica
- Distretto calzaturiero del Brenta
- Metadistretto Veneto della filiera legno-arredo
- Distretto del condizionamento e della refrigerazione industriale
- Distretto del vino
- Distretto logistico veronese
- Distretto della giostra dell'Alto Polesine
- Distretto Veneto dei Beni Culturali
- Distretto della ceramica terracotta
- Distretto della termomeccanica – Veneto clima
- Distretto ittico della Provincia di Rovigo[2]
- Distretto delle attrezzature alberghiere
- Distretto vicentino della concia
- Distretto calzaturiero e della moda di Verona[2]
- Distretto ortofrutticolo
- Distretto della meccatronica
- Distretto del vetro artistico di Murano
- Distretto agroittico di Venezia
- Distretto lattiero-caseario
- Distretto del prosecco DOC
- Metadistretto alimentare veneto – DAV

## Elenco dei distretti italiani per settore[8]

### Agroalimentare
- Distretto lattiero-caseario parmense
- Distretto agroalimentare di Nocera Inferiore - Gragnano
- Distretto di Conegliano Valdobbiadene - Prosecco Superiore
- Distretto di Canelli - Santo Stefano Belbo
- Distretto agroalimentare del prosciutto di Parma
- distretto agroalimentare di Foggia

### Arredo casa
- Distretto degli elettrodomestici Inox Valley (Conegliano)
- Distretto del legno del Casalasco Viadanese
- Distretto del legno e mobili di Pesaro - Fossombrone - Piandimeleto
- Distretto del legno e mobili di Poggibonsi-Sinalunga
- Distretto del legno-arredamento di Ortisei
- Distretto ceramico di Sassuolo
- Distretto della ceramica di Civita Castellana
- Distretto lapideo Apuo-Versiliese
- Distretto del marmo e delle pietre del Veneto
- Distretto del porfido e delle pietre Trentine
- Distretto del mobile Classico della Bassa Veronese
- Distretto del mobile d'arte di Bassano
- Distretto del mobile della Brianza
- Distretto del mobile di Quarrata
- Distretto del mobile imbottito
- Distretto del mobile Livenza
- Distretto del mobile Imbottito di Forlì
- Distretto della sedia
- Distretto del sughero di Calangianus - Tempio Pausania
- Distretto del vetro artistico di Murano

### Abbigliamento - Accessori moda
- Distretto conciario di Solofra
- Distretto vicentino della Concia
- Distretto della pelle di Piancastagnaio
- Distretto pelli cuoio e calzature del Valdarno Superiore
- Distretto pelli, cuoio e calzature di Civitanova Marche - pelli del Tolentino
- Distretto dell'abbigliamento di Perugia
- Distretto dell'abbigliamento Gallaratese
- Distretto calzaturiero della Valdinievole
- Distretto calzaturiero di Casarano
- Distretto calzaturiero di San Mauro Pascoli
- Distretto calzaturiero Veronese
- Distretto delle calzature della Riviera del Brenta
- Distretto delle calzature di Fermo
- Distretto delle calzature Napoletane
- Distretto delle calzature-articoli in pelle di Empoli
- Distretto dello Sportsystem di Montebelluna
- Distretto dell’occhiale di Belluno
- Distretto della Bassa Bresciana - confezioni e abbigliamento
- Distretto orafo argentiero di Vicenza
- Distretto orafo di Valenza
- Distretto orafo di Arezzo
- Distretto serico Comasco
- Distretto tessile abbigliamento Schio - Thiene - Valdagno
- Distretto tessile-abbigliamento Biella
- Distretto tessile-abbigliamento Casentino - Val Tiberina
- Distretto tessile-abbigliamento del Veneto Orientale
- Distretto tessile-abbigliamento di San Giuseppe Vesuviano
- Distretto tessile-abbigliamento di Urbania - Sant'Angelo In Vado - Pergola - Sassocorvaro - Mondolfo
- Distretto del tessile e abbigliamento Val Vibrata - Provincia di Teramo
- Distretto del tessile-abbigliamento di Carpi
- Distretto del tessile-abbigliamento di Prato
- Distretto N°6 Castel Goffredo - tessile-calzetteria
- Distretto Bergamasca Valcavallina Oglio
- Distretto di Barletta
- Distretto di S.Croce sull’Arno
- Distretto di Vigevano

### Automazione meccanica
- Distretto della meccanica di Guastalla - Reggio nell'Emilia
- Distretto Motorvalley Modena - Cento - Bologna - Argenta
- Distretto di Recanati-Osimo-Castelfidardo
- Distretto della meccanica Fabrianese
- Distretto della meccanica Val di Sangro
- Distretto biomedicale di Mirandola
- Distretto della gomma e plastica del Sebino
- Distretto della metalmeccanica ed elettronica del Canavese
- Distretto della rubinetteria del Piemonte Nord Orientale
- Distretto dei frigoriferi industriali di Casale Monferrato - Ticineto - Quattordio
- Distretto meccanico Val Tordino - Provincia di Teramo
- Distretto della componentistica e termoelettromeccanica COMET
- Distretto del ferro delle Valli Bresciane
- Distretto metalmeccanico Lecchese
- Metadistretto della meccatronica e delle tecnologie meccaniche Innovative
- Distretto Veneto della termomeccanica - VenetoClima
- Distretto dei casalinghi Omegna - Stresa - Varallo Sesia
- Distretto cartario di Verona
- Distretto Cartario di Città di Castello
- Distretto cartario di Capannori